# RUR-5 ASROC
RUR-5 ASROC (скорочення від «протичовнова ракета») — протичовнова ракетна система, здатна діяти за будь-яких погодних умов та стану моря. Розроблена ВМС США у 1950-тих, вона широко використовувалась починаючи з 1960-тих років, пройшла модернізацію у 1990-ті і, врешті решт, була встановлена більш як на 200 великих кораблів США, включаючи крейсери, есмінці та фрегати. Цю систему також використовували на кораблях ВМС багатьох інших держав, включаючи Грецію, Італію, Канаду, Пакистан, Республіку Китай.

## Історія
ASROC розпочав розробку як програму Rocket Assisted Torpedo (RAT) на базі озброєнь морської авіації «Чайна Лейк» на початку 1950-х років для розробки протичовнової зброї надводних кораблів для протидії новим підводним човнам після Другої світової війни, які пересувалися тихіше, мали набагато більшу швидкість і могли атакувати зі значно більшої відстані високошвидкісними самонавідними торпедами. Крім того, нова зброя мала використати перевагами сучасних гідролокаторів із значно більшою дальністю виявлення. Торпеда збільшеної дальності, що доставляється парашутом з повітря, мала дати кораблям можливість атакувати ворожі підводні човни у спосіб, коли вони мали дуже мало часу, аби зреагувати на атаку.

## Опис

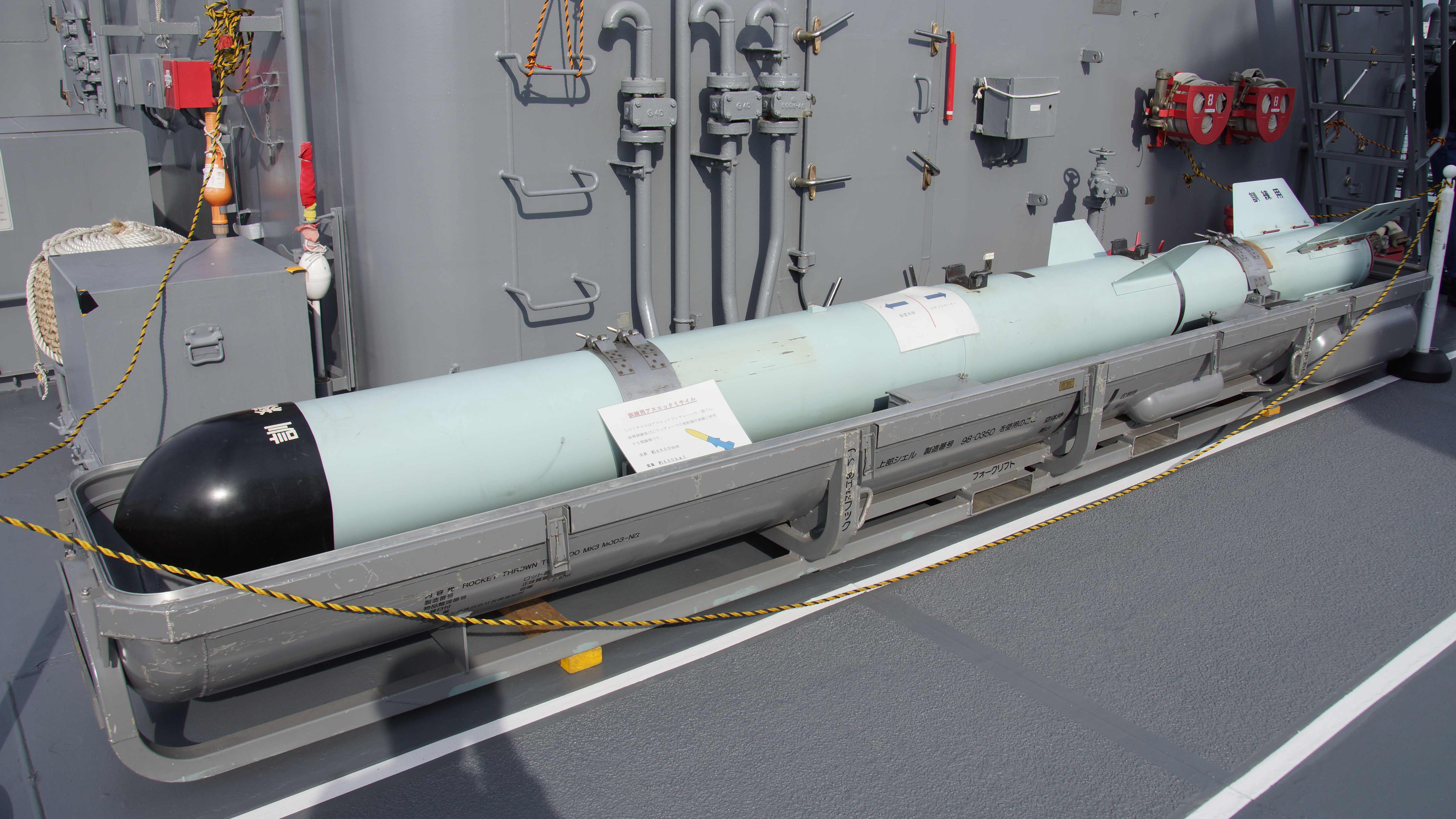
Муляж ракети ASROC

Перша система ASROC з використанням пускової установки МК-112 Matchbox («Сірникова коробка») була розроблена в 1950-х роках і встановлювалася на кораблях у 1960-х роках. Ця система була виведена в 1990-х роках і замінена RUM-139 Vertical Launch ASROC або «VLA».
Після того, як надводний корабель, патрульний літак або протичовновий гелікоптер виявить ворожий підводний човен за допомогою гідролокатора або інших датчиків, він може передати положення цього човна оснащеному ASROC кораблю для атаки. Потім цей корабель мав випустити ракету ASROC з акустичною самонавідною торпедою або ядерну глибинну бомбу W44 по некерованій балістичній траєкторії до цілі. У заздалегідь визначеній точці траєкторії ракети заряд відокремлюється від ракети та розгортає парашут, щоб забезпечити падіння та вхід у воду на низькій швидкості та з мінімальним помітним шумом. Попадання води активує торпеду, яка керується власною гідролокаційною системою, і націлюється на ціль за допомогою активного або пасивного гідролокатора.

### Ядерна глибинна бомба W44
Ядерна глибинна бомба W44 надійшла на озброєння в 1961 році, але ніколи не використовувалася більше двох випробувань до набуття чинності Договору про обмежену заборону ядерних випробувань, що забороняв підводні ядерні випробування. Всього було виготовлено 575 одиниць зброї. W44 важив 77 кілограмів діаметром і довжиною 63 см. Після відділення корисного вантажу некерований W44 швидко затоплювався на задану глибину, де детонувала 10- кілотонна боєголовка. Ядерний ASROC ніколи не використовувався в бойових діях. Ракети W44 ASROC були зняті з експлуатації до 1989 року, коли всі типи ядерних глибинних бомб були зняті з розгортання.